# Громное
Громное (укр. Грімне) — село в Комарновской городской общине Львовского района Львовской области Украины.
Население - 1109 человек. Население по переписи 2001 года составляло 1377 человек. Занимает площадь 18,53 км². Почтовый индекс — 81565. Телефонный код — 3231.